# Woroncowka (obwód swierdłowski)
Woroncowka (ros. Воронцовка) – osiedle w Rosji, w obwodzie swierdłowskim, w okręgu miejskim Krasnoturjinska. W 2010 liczyło 870 mieszkańców.

## Urodzeni
- Anatolij Sierow – radziecki lotnik.